# Brijeg (reljef)
Brijeg je reljefni oblik. To je uzvisina srednje visine (do 500 m). Viši je od huma, gorice t.j. brježuljka (do 200 m), a niži je od gore ili planine. Sliči kuku, stijeni i glavici. Brijeg je vrsta nižeg, manjeg i osamljenog brda s jednim vrhom. Prepoznat kao različit u starim hrvatskim rječnicima. Na latinskom se uzvisina naziva clivus ili collis i razlikuju ga od tumulus.
Brijeg ima jedan vrh i predstavlja veće usamljeno uzvišenje iznad ravničarskog zemljišta. Ako je niži od dvjesta metara, govorimo o brježuljku i čiji je tlocrt obično ovalan. Ako je više brježuljaka, nazivamo ih humlje.:7.